# Honpa Hongwanji Mission of Hawaii

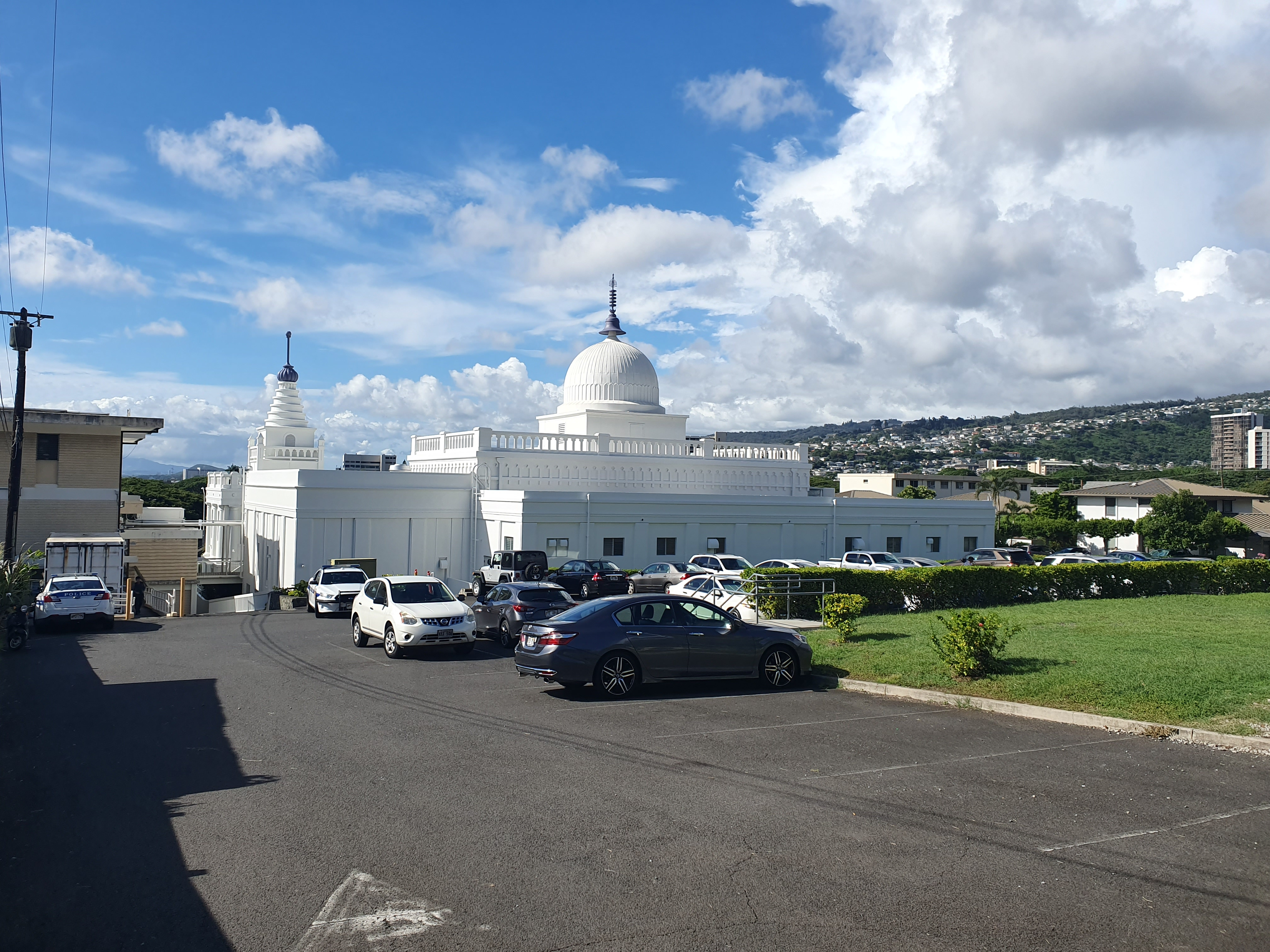
Der Sitz der Honpa Hongwanji Mission of Hawaii in Honolulu

Die Honpa Hongwanji Mission of Hawaii (japanisch 本派本願寺ハワイ別院, Honpa Honganji Hawai Betsuin) ist eine buddhistische Körperschaft in Hawaii.

## Geschichte
Die Honpa Hongwanji Mission of Hawaii ist ein Zweig des Nishi Hongan-ji des Jōdo-Shinshū-Buddhismus, einer Schule des mahayana Reines-Land-Buddhismus.
Der Jodo-Shinshu-Buddhismus wurde in Hawaii durch japanische Einwanderer, die auf den Zuckerrohrplantagen Hawaiis arbeiteten, gegründet. Der erste Hongan-ji-Tempel der Hawaiianischen Inseln wurde am 3. März 1889 eingeweiht. 1897 begann der Nishi Hongan-ji in Kyōto, offizielle Geistliche zu entsenden, um Tempel für japanische Einwanderer in Hawaii und auf dem Festland der Vereinigten Staaten zu errichten. Der erste Seelsorger war Kenjun Miyamoto, als zweiter Geistlicher diente Honi Satomi von 1898 bis 1900, und Yemyo Imamura diente von 1900 bis 1932.
Seit der Gründung 1889 wurden 36 Tempel auf den Hawaii-Inseln errichtet, darunter der Honpa Hongwanji Hawaii Betsuin und der Honpa Hongwanji Hilo Betsuin. Die Mission betreibt die Hongwanji Mission School und die Pacific Buddhist Academy. Sie wird getrennt von den Buddhist Churches of America, der Dachorganisation der Jodo-Shinshu-Tempel in den kontinentalen Vereinigten Staaten, verwaltet.
1976 gründete die Mission das Programm Living Treasures of Hawaiʻi.